# Frevoador
Frevoador é o décimo primeiro álbum do cantor brasileiro Zé Ramalho, lançado em 1992. É o segundo disco do cantor lançado nos anos 90 após Brasil Nordeste, lançado no ano anterior (este lançado após quatro anos sem inéditas). 
O maior destaque do disco é a canção "Entre a Serpente e a Estrela", que foi utilizada na trilha sonora da novela Pedra Sobre Pedra (lançada no mesmo ano), como tema de Pilar Batista (Renata Sorrah) e Murilo Pontes (Lima Duarte). Também faz parte da trilha sonora da novela O Sétimo Guardião como tema geral. A música ajudou o album a ultrapassar a barreira de 1 milhão de cópias. Foi também uma das músicas mais tocadas em 1992, alcançando o topo das paradas de sucesso.
Ao promover seu disco seguinte, Cidades e Lendas, o cantor afirmaria não ter ficado satisfeito com o resultado de Frevoador, sugerindo que o repertório e os músicos convidados não eram os ideais.

## Faixas
| N.º | Título                                                                       | Música                                              | Duração |  |
| 1.  | "Frevoador (Hurricane)"                                                      | Bob Dylan, Jacques Levy, versão por Zé Ramalho      | 3:03    |  |
| 2.  | "Serpentária" (Contém a faixa escondida "Everybody's Talking", de Fred Neil) | Zé Ramalho, Sivuca, Glorinha Gadelha                | 2:20    |  |
| 3.  | "Nona nuvem"                                                                 | Zé Ramalho, Vital Farias                            | 4:04    |  |
| 4.  | "Da mãe"                                                                     | Zé Ramalho                                          | 2:02    |  |
| 5.  | "Entre a Serpente e a Estrela (Amarillo by Morning)"                         | Paul Fraser, Terry Stafford, versão por Aldir Blanc | 2:59    |  |
| 6.  | "Cidadão"                                                                    | Lucio Barbosa                                       | 3:50    |  |
| 7.  | "A história do Jeca que virou Elvis Presley"                                 | Zé Ramalho, Carlos Fernando                         | 2:56    |  |
| 8.  | "Botas de sete léguas"                                                       | Zé Ramalho, Hugo Leão                               | 5:18    |  |
| 9.  | "Porta secreta"                                                              | Zé Ramalho                                          | 3:44    |  |
| 10. | "Do terceiro milênio para frente - parte II"                                 | Zé Ramalho, Oliveira de Panelas                     | 3:37    |  |
| 11. | "Sensual"                                                                    | Tavito, Aldir Blanc                                 | 3:31    |  |
| 12. | "Dona Chica (Francisca Santos das Flores)"                                   | Dorival Caymmi                                      | 5:24    |  |
| 13. | "Pai e mãe"                                                                  | Gilberto Gil                                        | 3:17    |  |

## Músicos
- Zé Ramalho - Vocais, violão, viola na faixa 10
- Waltel Blanco - Violão na faixa 9
- Geraldo Azevedo - Violão nas faixas 4, 8
- Raphael Rabello - Violão de sete cordas na faixa 9
- Júlio Silva - Guitarra nas faixas 1, 6, 7, violão de doze cordas nas faixas 2, 5
- Felipe Freire - Guitarra nas faixas 2, 3
- Chico Guedes - Baixo elétrico nas faixas 1, 2, 4
- Joel Nascimento - Bandolim na faixa 9
- Ciro Telles - Teclado, piano
- Marcos de Lima - Teclado nas faixas 1, 7, piano nas faixas 5, 6
- Gustavo Schröeter - Bateria
- Mingo Araújo - Percussão
- Zé Gomes - Percussão
- Gílson de Freitas - Pandeiro na faixa 9
- Ricardo Rente - Saxofone na faixa 1, flauta na faixa 3, saxofone soprano na faixa 8
- Franklin - Flauta na faixa 9
- André Araújo - Violino
- Genaro - Acordeon nas faixas 5, 10